# 林鎮區 (伊利諾伊州諾克斯縣)
林鎮區（英語：Lynn Township）是位於美國伊利諾伊州諾克斯縣的一個行政鎮區。

## 地方資料
根據2010年美國人口普查的數據，林鎮區的面積為91.60平方千米，當中陸地面積為91.50平方千米，而水域面積為0.10平方千米。當地共有人口300人，而人口密度為每平方千米3.28人。